# عائلة القدوة
عائلة القدوة هي عائلة مشهورة من أعيان مدينة غزة، فلسطين من طبقة الأشراف. تُعرف العائلة أيضاً باسم آل عرفات أو عرفات القدوة أو عرفات القدوة الحسيني.

## تاريخها وجذورها
تعود أصول العائلة إلى الأخين؛ السيد محمد بن يوسف القدوة والسيد عرفات بن يوسف القدوة (الأول)، اللذين انتقلا في 1658 إلى غزة من حلب، سوريا حيث اشتهرت العائلة أيضاً باسم «النبهاني» و«النبهاني القدوة الحسيني» منذ 1200. خصص السيد محمد بن عرفات القدوة أوقاف كثيرة للغاية حوالي 1688، وكذلك فعل نسله لاحقاً. تنتمي القدوة إلى طبقة الأشراف، وهي أعلى لقب نبيل وراثي في العالم الإسلامي.
وشملت ثروات العائلة فيما بعد منازل وأراضي زراعية بالقرب من يافا والقدس. وفي منتصف القرن الثامن عشر، امتدت أصولهم لتشمل الأوقاف والممتلكات التي لا تزال مملوكة في مصر، حيث كان يعيش أحد زعماء القدوة؛ السيد محمد بن عرفات (الثالث) وولديه، السيد عبد الله والسيد مصطفى، اللذين عاشا (فيها لبعض الوقت من حياتهما) وأدارا أعمالهما. توفي السيد محمد بن عرفات في 1774 في مصر، وعاد ولديه إلى غزة.
كان السيد مصطفى عرفات القدوة نقيب الأشراف في غزة، وهو منصب شغلته الأسرة منذ 1000م، وشغله في القرن العشرين ياسر عرفات.
انتُخب السيد سليمان بن محمد بن النقيب مصطفى القدوة عضواً في المجلس البلدي لمدينة غزة. وكانت زوجته الأميرة قوت القلوب ابنة الأمير نجم الدين باشا التمرتاش (رئيس القضاء إبان العهد العثماني في مصر في 1766). وقد ترك السيد سليمان عدة أبناء، منهم الشيخ سيد عبد الرزاق، الذي انتُخب أيضاً لعضوية مجلس بلدية المدينة. كان الشيخ سيد عبد الرزاق أيضاً عالماً إسلامياً مدرباً تقليدياً ودرس على يد العلماء في مساجد جامعة الأزهر في مصر؛ وتوفي في 1872. وخدم السيد محمود (توفي في 1942)، ابن السيد عبد الرزاق، في مجلس الأوقاف، وأدار وقف القدوة الكبير.

## أفرادها البارزون
- ياسر عرفات، اسمه الكامل محمد ياسر عبد الرؤوف داود عرفات القدوة الحسيني، رئيس السلطة الوطنية الفلسطينية، ورئيس منظمة التحرير الفلسطينية، وحائز على جائزة نوبل.
- فتحي عرفات، مؤسس ورئيس جمعية الهلال الأحمر الفلسطيني، وعضو المجلس الوطني الفلسطيني.[2]
- موسى عرفات، رئيس جهاز الأمن العام الفلسطيني في قطاع غزة.
- محمد القدوة، محافظ محافظة غزة (1996–2014).
- ناصر القدوة، وزير خارجية السلطة الوطنية الفلسطينية الأسبق ومبعوث الأمم المتحدة الخاص إلى سوريا.